# Jeff Skinner
Jeff Skinner (ur. 16 maja 1992 w Markham) – kanadyjski hokeista, reprezentant Kanady.

## Kariera
- Toronto Nationals Mdgt AAA (2007-2008)
- Kitchener Rangers (2008-2010)
- Carolina Hurricanes (2010-2018)
- Buffalo Sabres (2018-)

Przez dwa sezony grał w lidze OHL w ramach CHL. W drafcie NHL z NHL Entry Draft 2010 został wybrany przez Carolina Hurricanes z numerem 7. We wrześniu został zawodnikiem tego klubu i od tego czasu gra w NHL. W sierpniu 2012 przedłużył kontrakt o sześć lat. W sierpniu 2018 został przetransferowany do Buffalo Sabres w zamian za Cliff Pu, 2 rundę draftu (2019), 3 i 6 rundę draftu (2020). W czerwcu 2019 przedłużył kontrakt z klubem o osiem lat.
Uczestniczył w turniejach mistrzostw świata w 2011, 2012, 2013, 2017.

## Osiągnięcia
Reprezentacyjne
- Złoty medal mistrzostw świata juniorów do lat 17: 2008
- Srebrny medal mistrzostw świata: 2017

Indywidualne
- Sezon OHL i CHL 2009/2010:
  - Mecz gwiazd OHL
  - CHL Top Prospects Game
- Sezon NHL (2010/2011):
  - Najlepszy debiutant miesiąca - styczeń 2011
  - NHL All-Rookie Team
  - Calder Memorial Trophy (najlepszy debiutant NHL): 2011
- Sezon NHL (2018/2019):
  - NHL All-Star Game 2019

## Statystyki

### Klubowe
| 2007/08 | Toronto Nationals Mdgt AAA | GTHL | 55  | 65 | 42 | 107 |     | —  | —  | —  | —  | —  |
| 2008/09 | Kitchener Rangers          | OHL  | 63  | 27 | 24 | 51  | 34  | —  | —  | —  | —  | —  |
| 2009/10 | Kitchener Rangers          | OHL  | 64  | 50 | 40 | 90  | 72  | 20 | 20 | 13 | 33 | 14 |
| 2010/11 | Carolina Hurricanes        | NHL  | 82  | 31 | 32 | 63  | 46  | —  | —  | —  | —  | —  |
| 2011/12 | Carolina Hurricanes        | NHL  | 64  | 20 | 24 | 44  | 56  | —  | —  | —  | —  | —  |
| OHL     | OHL                        | OHL  | 127 | 77 | 64 | 141 | 106 | 20 | 20 | 13 | 33 | 14 |
| NHL     | NHL                        | NHL  | 146 | 51 | 56 | 107 | 102 | —  | —  | —  | —  | —  |

GP = mecze, G = gole, A = asysty, Pkt = Punktacja kanadyjska, MIN = minuty spędzone na ławce kar

### Międzynarodowe
| Rok   | Drużyna | Turniej | Zajęte miejsce |    | GP | G | A  | Pts | MIN |
| ----- | ------- | ------- | -------------- | -- | -- | - | -- | --- | --- |
| 2011  | Kanada  | MŚ 2011 | 5. miejsce     | 7  | 3  | 3 | 6  | 8   |     |
| 2012  | Kanada  | MŚ 2012 | 5. miejsce     | 8  | 3  | 2 | 5  | 4   |     |
| Razem | Razem   | Razem   | Razem          | 15 | 6  | 5 | 11 | 12  |     |

GP = mecze, G = gole, A = asysty, Pkt = Punktacja kanadyjska, MIN = minuty spędzone na ławce kar